# Полегшена комунікація
Полегшена комунікація (ПК), або підтримуваний набір, це скомпрометована техніка, що використовується деякими вихователями та педагогами, в намаганні допомогти людям з серйозними навчальними та комунікативними формами інвалідності. Методика полягає в надаванні інваліду дошки з алфавітом, або клавіатури. Ведучий (посередник) тримає, або ніжно торкається долоні або руки інваліда під час цього процесу й намагається допомогти йому рухати руками й підсилює жести. Додатково для забезпечення матеріальної допомоги, необхідної для набору або вказування букв, ведучий надає словесні підказки і моральну підтримку. Віра ведучого в можливість інваліда (партнера) до комунікації через доторки виглядає головним компонентом даної техніки.
В науковому товаристві і багатьох організаціях захисту інвалідів широкопоширена думка, що саме ведучий, а не людина з інвалідністю, є джерелом більшості, або навіть всіх повідомлень отриманих з допомогою полегшеної комунікації (ПК). Що це ведучі направляють руку пацієнта в сторону відповіді, яку вони очікують побачити, формуючи зрозумілу мову.
Або ж, ведучий може тримати дошку з алфавітом й рухати її підставляючи палець інваліда. Дослідження з питаннями про речі або події які ведучий не може знати (наприклад, показуючи предмет пацієнтові, але не ведучому) підтвердили це, показуючи, що ведучий, як правило, не в змозі «допомогти» пацієнтові показати відповідь на питання, якщо він не знає цієї відповіді. Крім того, дослідниками були опубліковані описи випадків, коли інваліди писали зв'язне повідомлення, в той час, як їхні очі були закриті, або вони дивились в інший бік від, або не проявляли особливої цікавості до дошки з алфавітом. Деякі ведучі опублікували заперечення, що ПК не може бути спростоване цими випадками, оскільки тестове середовище є конфронтаційним і чужим для даної тематики. Було відзначено кілька випадків, коли персона що використовувала ПК, з часом стала писати без допомоги.
Більшість експертів з досліджень по інвалідності вважають, що ПК це є псевдонаука, яка веде до значних ризиків й емоційних перевантажень в людей з комунікативними проблемами, для їхніх сімей і вихователів.
У 2015 Швеція заборонила використування ПК в школах для дітей з особливими потребами.